# Liste der historischen Klöster in Großpolen und Kujawien

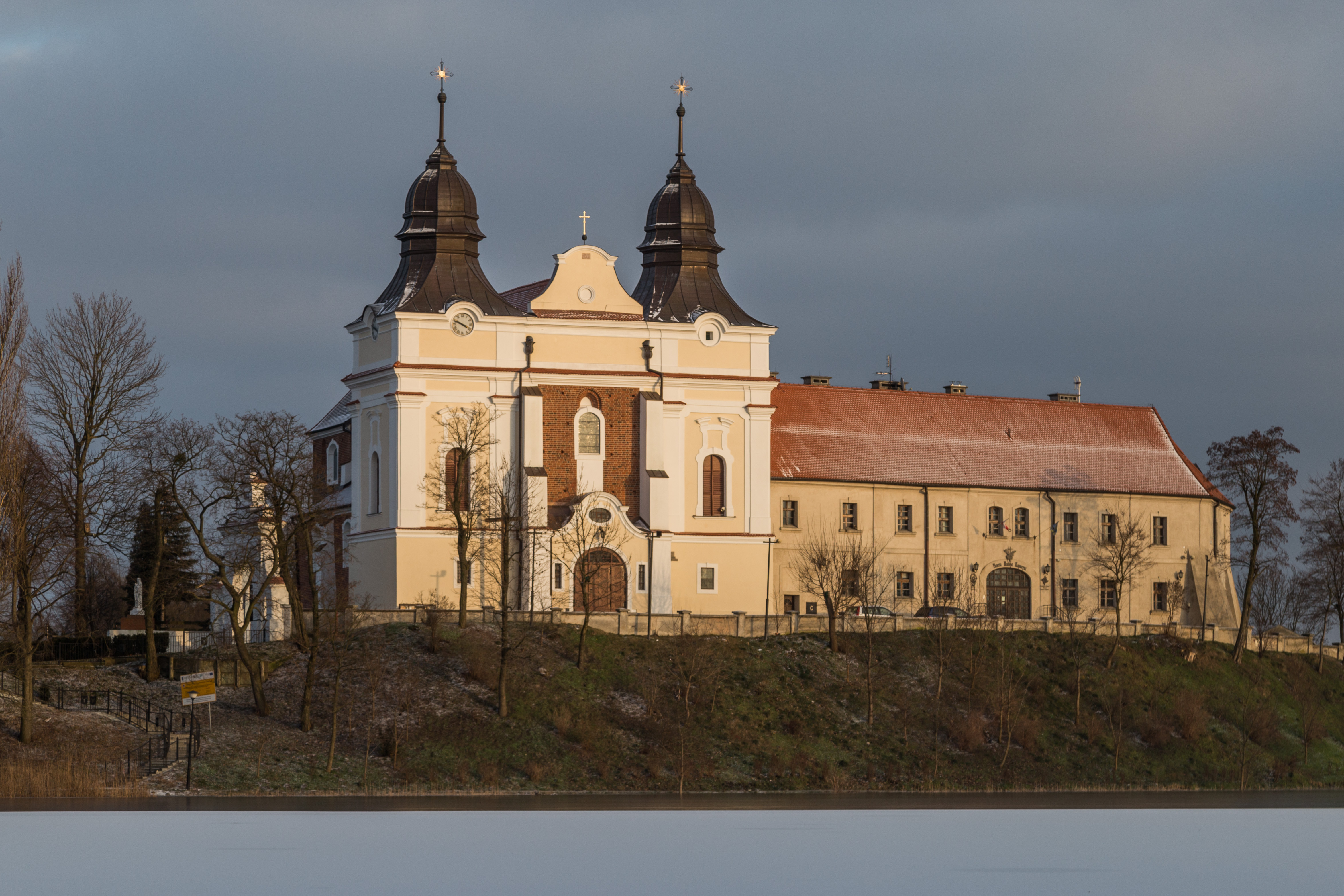
Benediktinerabtei Mogilno

Diese Liste enthält Klöster in den historischen Regionen Großpolen und Kujawien, die bis in das 18. Jahrhundert entstanden.

## Gebiet
Großpolen war das Gebiet des frühen polnischen Staates um die Städte Poznań (Posen), Gniezno (Gnesen) und Kalisz (Kalisch). Kujawien war ein kleineres östlich anschließenden Territorium um Kruszwica, Inowrocław und Bydgoszcz (Bromberg).
Das Gebiet liegt im größten Teil der heutigen Woiwodschaft Großpolen, dem südlichen Teil der Woiwodschaft Kujawien-Pommern, sowie einem kleinen Teil der Woiwodschaft Lebus.

## Geschichte
Spätestens im 11. Jahrhundert entstanden erste Konvente von Benediktinern in Burgsiedlungen der Piasten in Großpolen (Mogilno, Lubin). Im 12. und 13. Jahrhundert folgten Klöster der Zisterzienser (Wągrowiec, Łekno) und Prämonstratenserinnen (Strzelno). Dazu kamen Niederlassungen der Dominikaner und Franziskaner und weiterer Orden.
Im 16. Jahrhundert blieben fast alle Klöster bestehen. Es folgten neue Niederlassungen der Jesuiten und weiterer Kongregationen, die die Gegenreformation in dem Gebiet befördern sollten.
1795 kam das Gebiet nach der| Zweiten Teilung Polens an das Königreich Preußen in die Provinz Posen. Von 1807 bis 1815 gehörte es zum polnischen Herzogtum Warschau, ab 1815 größtenteils wieder zu Preußen, Kujawien mit Kalisz zum Russischen Reich. Die preußischen Klöster wurden in den 1820er und 1830er Jahren fast alle aufgelöst, die russischen meist 1864 nach dem Januaraufstand.
Nach der polnischen Unabhängigkeit von 1919 entstanden einige neue Niederlassungen, nach 1945 und 1990 zahlreiche weitere.

## Großpolen (Auswahl)
Benediktiner
- Kloster Lubiń
- Kloster Mogilno

Dominikaner
- Dominikanerkloster Poznań (Posen)
- Dominikanerkloster Środa (Schroda)

Dominikanerinnen
- Dominikanerinnenkloster Poznań (Posen)

Franziskaner
- Franziskanerkloster Gniezno (Gnesen)
- Franziskanerkloster Kalisz (Kalisch)
- Franziskanerkloster Oborniki (Obornick)
- Franziskanerkloster Pyzdry (Peisern)
- Franziskanerkloster Śrem (Schrimm)
- Franziskanerkloster Poznań (Posen)

Bernhardiner (Franziskaner-Observanten)
- Franziskanerkloster Koło

Reformaten
- Reformatenkloster Pakość (Pakosch)
- Reformatenkloster Woźniki

Kamaldulenser
- Kamaldulenserkloster Bieniszew

Philippiner
- Philippinerkloster Gostyń (Gostingen)
- Philippinerkloster Poznań (Posen)

Salesianer
- Salesianerkloster Poznań (Posen)

Zisterzienser
- Kloster Bledzew (Blesen)
- Kloster Ląd (Lond)
- Kloster Obra
- Kloster Paradies
- Kloster Przemęt (Priment)
- Kloster Wągrowiec (Wongrowitz)

Zisterzienserinnen
- Zisterzienserinnenkloster Ołobok
- Zisterzienserinnenkloster Owińska

## Kujawien (Auswahl)
Kollegiatstifte

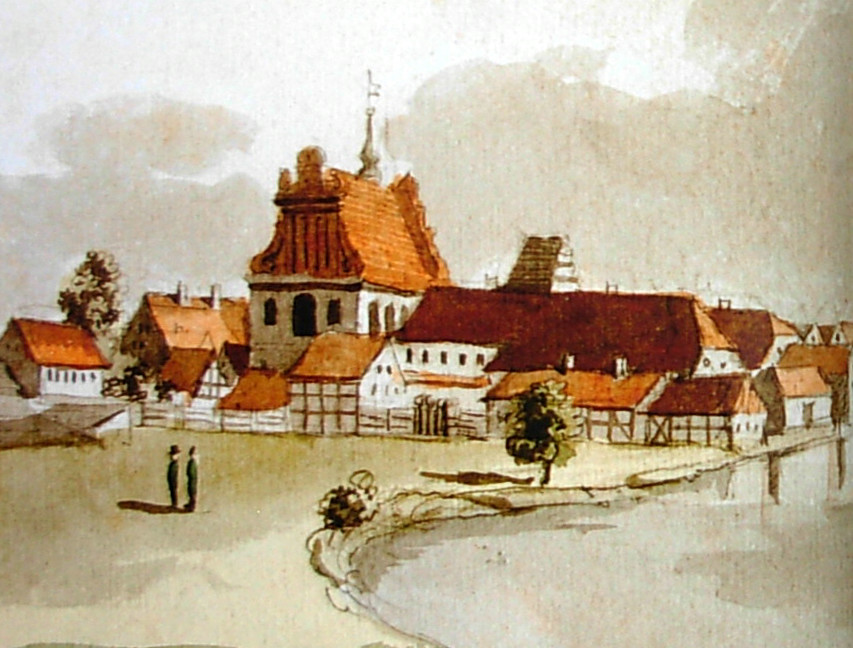
Karmelitenkloster Bydgoszcz 1802

- Kollegiatstift St. Peter und Paul Kruszwica

Dominikaner
- Dominikanerkloster Brześć Kujawski

Franziskaner
- Franziskanerkloster Inowrocław
- Kloster Nieszawa
- Kloster Radziejów

Bernhardiner
- Kloster Skępe

Reformaten
- Reformatenkloster Bydgoszcz (Bromberg)

Jesuiten
- Jesuitenresidenz Bydgoszcz (Bromberg)

Karmeliten
- Karmelitenkloster Bydgoszcz
- Karmelitenkloster Obory
- Karmelitenkloster Trutowo
- Karmelitenkloster Zakrzewo

Klarissen
- Klarissenkloster Bydgoszcz (Bromberg)

Prämonstratenserinnen
- Kloster Strzelno

Zisterzienser
- Kloster Koronowo (Polnisch Krone)
- Zisterzienserkloster Szpetal